# Traité de Londres (1840)
Pour les articles homonymes, voir Traité de Londres.
Le traité de Londres ou convention de Londres est un accord signé le 15 juillet 1840 par le Royaume-Uni, la Prusse, la Russie et l'Autriche d'une part et l'Empire ottoman d'autre part. Il a pour but de mettre fin à la deuxième guerre égypto-ottomane et obtenir la pacification du Levant.

## Vide politique en Égypte et montée en puissance de Méhemet Ali
Après l'expédition française en Égypte, Méhémet Ali, un officier ottoman des troupes albanaises se trouve dans une situation d'arbitre entre le gouverneur nommé par la Sublime Porte et le reste des mamelouks, toujours influents. En gagnant le soutien des habitants du Caire, il réussit à prendre le pouvoir et devient gouverneur. Il lance un programme de réformes ambitieuses visant à moderniser l’Égypte.

## Expédition de Ibrahim Pacha et réaction européenne
À partir de 1805, Méhémet Ali est maître de l'Égypte et cherche à s'émanciper du sultan ottoman, son suzerain. Appelé à l'aide par la Sublime Porte pour réprimer la guerre d'indépendance grecque, il exige en compensation de la perte de ses possessions en Morée davantage que la Crète, que le sultan lui propose de diriger. Le désir d'expansion territoriale de Méhemet Ali conduit aux deux guerres de 1831-1833 et 1839-1841, contre l'Empire ottoman, ces dernières tournant à l'avantage de l'Égypte et démontrent la faiblesse de l'« homme malade de l'Europe ».
En difficulté, le sultan Mahmoud II fait appel à la Russie tsariste pour éviter un éclatement de l'Empire ottoman avec l'idée que la Russie a plus à gagner d'un voisin faible plutôt qu'une nouvelle puissance montante comme l’Égypte. Charles Robert de Nesselrode, ministre des Affaires étrangères russe écrit que sans intervention en faveur de l'Empire ottoman « La Russie verrait succéder un voisin fort et victorieux à un voisin faible et vaincu ».
La victoire égyptienne de Nezib, acquise après seulement deux heures de combat, sur les troupes de Mahmoud II le 24 juin 1839, entraîne une crise diplomatique en Europe sur la question d'Orient. Le sultan décède quelques jours après cette défaite retentissante et se voit remplacé par Abdulmecid 1er, qui tente de poursuivre les réformes engagées par son père.

## Négociations et intervention militaire britannique
Certaines puissances craignent l'effet déstabilisateur d'un effondrement ottoman sur l'Europe. Un évènement met le feu aux poudres : Le Capitan Pacha, sentant l'affaiblissement de l'Empire livre une grande partie de la flotte ottomane à Méhemet Ali, déclenchant une vive réaction au Royaume-Uni, qui souhaite consolider sa domination en Méditerranée orientale.
Quatre puissances européennes (le Royaume-Uni, le Royaume de Prusse, l'Empire russe et l'Autriche) se pose en négociatrices entre l'Empire ottoman et l'Égypte. Ces puissances écartent la France de la négociation pour avoir soutenu Méhémet Ali dans l’espoir de s’assurer une influence en Palestine. La Quadruple-Alliance se met d'accord pour freiner les ambitions de Méhemet par la convention de Londres du 15 juillet 1840. Tenue à l'écart, la France subit « un Waterloo diplomatique » selon l'expression d'Alphonse de Lamartine. Ce traité revient de facto à exclure la France du concert européen des nations et marginaliser son influence au sein de la Quintuple Alliance. L'annonce de la conclusion de ce traité suscite en France une très vive colère populaire et porte à son comble l'exaltation patriotique. Méhemet Ali, soutenu par la France et Adolphe Thiers, refuse en bloc l'ultimatum des Puissances, ce qui déclenche une intervention militaire britannique en Syrie avec l'appui des marines ottomanes et autrichienne, dirigée par l'amiral Napier, qui bombarde Sidon, Beyrouth et, le novembre 1840, Saint-Jean-d’Acre. Devant le fiasco militaire, Thiers démissionne et se voit remplacer par Soult, plus conciliant, qui limite ses revendications à ce que Méhémet Ali puisse conserver l’Égypte.
Ainsi, le traité confirme la concession de l’Égypte à Méhémet Ali à titre héréditaire qui devient khédive d’Égypte (vice-roi). Ce dernier reçoit en outre le pachalik d’Acre à titre viager, à condition d’accepter dans les 10 jours la notification de l’accord. Après l'intervention militaire britannique et le blocus d'Alexandrie par la flotte britannique, Méhémet Ali accepte la paix le 10 décembre 1840. Il doit abandonner toute la Syrie et la Crète à l'Empire ottoman et restituer la flotte ottomane d'Alexandrie qui avait fait défection.
La convention de Londres de 1841 complète le traité de l'année précédente en garantissant la neutralité des « Détroits » en temps de paix et l'interdiction de la mer de Marmara aux navires de guerre.